# Blocs de la plaça Guernica
Els blocs de la plaça Guernica són un monument protegit com a bé cultural d'interès local del municipi de l'Hospitalet de Llobregat (Barcelonès).

## Descripció
Dos blocs de pisos, un davant de l'altre. En cada replà hi ha dos habitatges, que donen a la façana principal i a la posterior. Totes les obertures són rectangulars i es distribueixen de forma regular per la façana.
Un dels blocs té les biguetes de formigó i les balustrades de maó, mentre que l'altre té tant les biguetes com les balustrades de formigó.

## Història
La primera actuació de polígons d'habitatges per poder allotjar la gran quantitat d'immigrants que arribaven a l'Hospitalet, va ser la construcció d'aquests dos blocs d'habitatges protegits de la plaça Guernica. La promoció va ser assumida per l'"Instituto Nacional de la Vivienda".